# Capsula interna
Die Capsula interna (deutsch: innere Kapsel) ist die größte Ansammlung von Nervenfasern, die zur Großhirnrinde ziehen oder von ihr absteigen.

## Anatomie

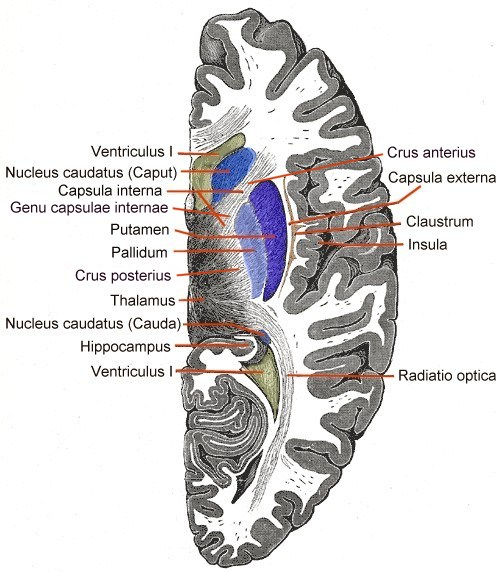
Horizontalschnitt durch das Vorderhirn, Basalganglien blau

Anatomisch wird die Capsula interna innen von Thalamus und Nucleus caudatus, außen von Globus pallidus und Putamen, zusammen der umstritten so genannte Nucleus lentiformis, begrenzt. Im Horizontalschnitt sind ein Crus anterius (vorderer Schenkel), ein Crus posterius (hinterer Schenkel) und das die beiden Schenkel verbindende Genu capsulae internae (Knie) zu erkennen. Im Sagittalschnitt sind drei Teile zu unterscheiden, die Pars supralentiformis, retrolentiformis und sublentiformis. Die Capsula interna umgibt dabei den Ncl. lentiformis jeweils von medial und oben mit ersterem Teil, hinten mit dem mittleren und unten mit letzteren Anteil. Durch den retrolentiformen Abschnitt der inneren Kapsel gelangen Fasern vor allem zur Okzipitalrinde (Sehbahn), durch den sublentiformen Abschnitt zur Okzipital- und Temporalrinde (Seh- und Hörbahn).
Folgende wichtige Bahnen ziehen durch die Capsula interna und verbinden so die Großhirnrinde mit tiefer liegenden Strukturen beziehungsweise dem Rückenmark:
Im Crus anterius verlaufen:
- Tractus frontopontinus
- vorderer Thalamusstiel

Im Genu verläuft:
- Tractus corticonuclearis

Im Crus posterius verlaufen:
- Tractus corticospinalis (Pyramidenbahn)
- Tractus temporopontinus
- oberer Thalamusstiel
- hinterer Thalamusstiel
- Teile der Hör- und Sehbahn (untere Capsula interna)

## Blutversorgung
Das Crus anterius wird von den Arteriae centrales anteromediales, aus der Arteria cerebri anterior kommend, und durch die Arteria centralis longa versorgt. Das Genu wird durch die Arteriae centrales anterolaterales, der Arteria cerebri media versorgt.
Das Crus posterius wird durch die Arteria choroidea anterior versorgt, die direkt der Arteria carotis interna entspringt.

## Pathologie
Schädigungen in diesem Bereich, beispielsweise im Rahmen eines Schlaganfalls (Mediainfarkt), können ein Capsula-interna-Syndrom bildend unter anderem zu einer kontralateralen Hemiparese oder einer Zwerchfelllähmung führen (siehe auch: Kontralateralität des Vorderhirns).